# Viva Zapata!
Viva Zapata! ist eine US-amerikanische Filmbiografie von Elia Kazan aus dem Jahr 1952 mit Marlon Brando in der Hauptrolle. Der Film dokumentiert den Aufstieg des revolutionären Bauern Emiliano Zapata zum mexikanischen Volkshelden.

## Handlung
1909 verlangen Bauern und Landarbeiter vom mexikanischen Präsidenten Diaz die Rückgabe ihrer Ländereien, werden jedoch gewaltsam von den Feldern vertrieben. Zapata flieht mit seinem Bruder Eufemio in die Berge. Dort erreicht ihn eine Botschaft, Madero wolle, zusammen mit Zapata und Pancho Villa, Diaz stürzen. Nach kurzer Zeit wird Zapata gefangen genommen, Bauern, Indios und Landarbeiter können ihn jedoch freipressen. 
Schließlich dankt Diaz ab und Zapata heiratet Josefa. Diaz’ Nachfolger Madero ist schwach und auf General Huertas Hilfe angewiesen, der die Bauern erneut vertreiben will. Erneut entbrennt Widerstand, bei dem Zapata sogar seinen Freund Pablo erschießt, weil der Kontakt zum Präsidenten Madero aufgenommen hat, um zu vermitteln. Der Einfluss seines Gefährten Fernando wird stärker. Nachdem Madero gestürzt ist, zieht Zapata in Mexiko-Stadt ein. Als eine Abordnung Bauern sich über die Korruption seines Bruders in seiner Heimat beschwert, behandelt er diese so, wie er seinerzeit von Diaz behandelt worden war. Zapata ist von sich entsetzt und kehrt zu seinen Wurzeln zurück. 
Er stoppt seinen Bruder, der sich von ihm abwendet. Zu Hause lehrt er die Bauern, dass es wichtiger ist, sich selbst zu organisieren, anstatt auf einen Retter zu hoffen. Er fällt 1919 einem Attentat zum Opfer und wird zu einer Legende.

## Hintergrund
Das Produktionsstudio hatte ursprünglich Tyrone Power für die Rolle des Zapata vorgesehen. Die Dreharbeiten für den Film fanden großteils in Roma statt – einer mit viel historischem Lokalkolorit behafteten Kleinstadt im Starr County in Südtexas direkt an der Grenze zu Mexiko.

## Kritiken
Der Filmdienst feierte Kazans Film in seiner zeitgenössischen Kritik, der Streifen sei ein „herausragend inszenierter, bewegend gespielter historischer Abenteuerfilm.“  „Eindrucksvoll werden die Ereignisse zu einer Reflexion über den verhängnisvollen Kreislauf einer Revolution und die Veränderungen, die der Besitz der Macht im Menschen hervorrufen kann, verdichtet.“

„Kerniges, hintergründiges Politabenteuer“

## Auszeichnungen
- 1952: Wahl von Marlon Brando zum Besten Darsteller bei den Filmfestspielen von Cannes
- 1952: Im August von der Evangelischen Filmgilde zum Film des Monats gekürt.
- 1953: Oscar in der Kategorie Bester Nebendarsteller (Quinn), 4 weitere Nominierungen
- 1953: British Film Academy Award für Marlon Brando als Bester ausländischer Darsteller

## DVD-Veröffentlichung
- Viva Zapata! Twentieth Century Fox Home Entertainment 2006